# Diabelskie nasienie (film 1977)
Diabelskie nasienie (ang. Demon Seed) – amerykański horror z gatunku science fiction z 1977 roku napisany przez Rogera Hirsona i Roberta Jaffe'a oraz wyreżyserowany przez Donalda Cammella. Film powstał na podstawie powieści Deana Koontza Ziarno demona wydanej w 1973 roku. Wyprodukowany przez Metro-Goldwyn-Mayer. Alternatywny polski tytuł: Pokolenie demona.
Premiera filmu miała miejsce 8 kwietnia 1977 roku w Stanach Zjednoczonych.

## Fabuła
Naukowiec Alex Harris (Fritz Weaver) od ośmiu lat pracuje nad komputerem przyszłości. Prometeusz IV (Robert Vaughn) jest wreszcie gotowy. Działa z szybkością i precyzją, którym nie dorównuje mózg ludzki. Dzięki tej genialnej konstrukcji elektronicznej zostaje wyprodukowany skuteczny lek przeciwko białaczce, po czym maszyna otrzymuje kolejne zadanie.

## Obsada
| Actor            | Role                 |
| ---------------- | -------------------- |
| Julie Christie   | Susan Harris         |
| Fritz Weaver     | Alex Harris          |
| Gerrit Graham    | Walter Gabler        |
| Berry Kroeger    | Petrosian            |
| Lisa Lu          | Soon Yen             |
| Larry J. Blake   | Cameron              |
| John O’Leary     | Royce                |
| Alfred Dennis    | Mokri                |
| Davis Roberts    | Warner               |
| Patricia Wilson  | pani Trabert         |
| Michael Glass    | Technik #1           |
| Barbara O. Jones | Technik #2           |
| Dana Laurita     | Amy                  |
| Monica MacLean   | Joan Kemp            |
| Harold Oblong    | naukowiec            |
| Robert Vaughn    | Prometeusz IV (głos) |